# Тевзанинское сельское поселение
Тевзанинское се́льское поселе́ние — муниципальное образование в Веденском районе Чечни Российской Федерации.
Административный центр — село Тевзана.

## История
Статус и границы сельского поселения установлены Законом Чеченской Республики от 20 февраля 2009 года № 14-РЗ «Об образовании муниципального образования Веденский район и муниципальных образований, входящих в его состав, установлении их границ и наделении их соответствующим статусом муниципального района и сельского поселения».

## Население
| 2010  | 2012  | 2013  | 2014  | 2015  | 2016  | 2017  |
| ----- | ----- | ----- | ----- | ----- | ----- | ----- |
| 3378  | ↗3434 | ↗3448 | ↗3469 | ↗3502 | ↗3539 | →3539 |
| 2018  | 2019  | 2020  | 2021  | 2023  | 2024  |       |
| ↗3546 | ↗3577 | ↗3591 | ↘3133 | ↗3146 | ↗3158 |       |

## Состав сельского поселения
| № | Населённый пункт | Тип населённого пункта       | Население |
| - | ---------------- | ---------------------------- | --------- |
| 1 | Тевзана          | село, административный центр | ↗3158     |